# The Picasso Summer
The Picasso Summer est un film américain réalisé par Robert Sallin, sorti en 1969. 
Le film s'inspire de la nouvelle Par un beau jour d'été (In a Season of Calm Weather) de Ray Bradbury, publié dans son recueil Un remède à la mélancolie.

## Synopsis
Un couple américain de San Francisco parcourt le sud de la France à la recherche de Pablo Picasso.

## Fiche technique
- Titre : The Picasso Summer
- Réalisation : Robert Sallin
- Réalisation séquences animées : Wes Herschensohn
- Scénario : Wes Herschensohn, Ray Bradbury (crédité Douglas Spaulding) et Edwin Boyd, inspiré d'une nouvelle de Ray Bradbury
- Photographie : Vilmos Zsigmond et Henri Alekan (seconde équipe)
- Montage : William Paul Dornisch
- Musique : Michel Legrand
- Son : Robert Biard
- Direction artistique : Damien Lanfranchi
- Décors : Fernand Bernardi et Fred Price
- Production : Wes Herschensohn et Bruce Campbell
- Société de production : Campbell-Silver-Cosby Corporation et Warner Brothers/Seven Arts
- Pays d'origine :  États-Unis
- Langue : Anglais, Français, Espagnol, Allemand
- Format : Couleur (Technicolor)— 35 mm — 1,78:1 — Son : Mono
- Genre : Film dramatique
- Durée : 90 minutes (1 h 30)
- Date de sortie : États-Unis, 1969

## Distribution
- Albert Finney : George Smith
- Yvette Mimieux : Alice Smith
- Luis Miguel Dominguin : lui-même
- Theodore Marcuse : l'invité
- Jim Connell[1] : l'artiste
- Tutte Lemkow : l'ivrogne

## Autour du film
- Le film mêle à la fois séquences d'animation psychédéliques et prises de vue réelles.
- De nombreuses sources indiquent Serge Bourguignon comme réalisateur ou coréalisateur du film. En réalité, il est à l'origine, dans la distribution du film, de la présence d'Albert Finney et d'Yvette Mimieux avec qui il avait tourné La Récompense. Il commença à tourner plusieurs séquences (qui ne sont pas dans le final cut) aux États-Unis et sur la Côte d'Azur. Les producteurs lui avouèrent qu'ils n'avaient pas les autorisations pour tourner dans les ateliers de Pablo Picasso et qu'ils avaient l'intention de doubler le célèbre peintre. Fou de rage, Serge Bourguignon aurait décidé de quitter le tournage et de retirer son nom du générique[réf. nécessaire]. Dans une émission de radio, Henri Alekan, qui était opérateur dans l'équipe française du film, revient sur le déroulement de ce tournage[2] : « Serge Bourguignon, après son succès des Dimanches de Ville d'Avray a eu des propositions de producteurs américains et un certain producteur est venu à Paris avec un scénario qui s'appelait L’Été de Picasso. Et ça nous a donné l'occasion de venir sur la Côte d'Azur, et tous les jours Serge Bourguignon nous disait « Vous savez, on va rentrer chez Picasso, on va visiter son atelier. D'ailleurs on est introduit par l'un des meilleurs amis de Picasso, nul doute que vous allez assister à un évènement assez extraordinaire ». Et moi j'avoue que je faisais le film beaucoup parce que j'avais l'intention de voir Picasso dans son atelier. Et finalement s'est produit ceci d'extraordinaire, c'est que chaque jour l'autorisation d'aller dans l'atelier n'arrivait pas. Par contre, on avait trois caméras, trois opérateurs et on était planqué chaque matin dans les fossés d'une petite route non loin de la maison de Picasso. On avait l'air un peu de..., je sais pas, de contrebandiers attentifs pour se jeter sur une proie (...) et du coup nous n'avons jamais pu tourner un centimètre de pellicule avec Picasso. »
- C'est Robert Sallin qui remplaça Serge Bourguignon à la réalisation après son départ.
- Le film n'a jamais été édité en DVD en France. En revanche, il a été édité aux États-Unis, en mars 2010, par Warner Archives.